# Kyrkbyn, Bollnäs kommun
Kyrkbyn är kyrkbyn i Undersviks socken i Bollnäs kommun, Hälsingland.
Kyrkbyn ligger längs Ljusnans västra strand, strax öster om riksväg 83 och Norra stambanan cirka 30 kilometer norr om Bollnäs. Byn består, förutom av Undersviks kyrka, av enfamiljshus samt bondgårdar. Här ligger även Stiftsgården i Undersvik.